# Florilus
Florilus fue un género de foraminífero bentónico invalidado (ICZN Opinion 1568 (03-1990)) y sustituido por Riminopsis de la Familia Gavelinellidae, de la superfamilia Chilostomelloidea, del suborden Rotaliina y del orden Rotaliida. Su especie tipo inicial era Nautilus asterizans, y posteriormente se pretendió sustituirlo por Florilus stellatus, un sinónimo subjetivo de la primera especie. Su rango cronoestratigráfico abarcaba el Holoceno.

## Clasificación
Florilus incluye a las siguientes especies:
- Florilus asanoi
- Florilus asterizans, aceptado como Hanzawaia asterizans
- Florilus atlanticus, aceptado como Nonionella atlantica
- Florilus auriculus, aceptado como Nonionella auricula
- Florilus boueanus
- Florilus carinatus
- Florilus chesapeakensis
- Florilus communis, aceptado como Nonion commune
- Florilus crassus
- Florilus elongatus
- Florilus grateloupi, aceptado como Nonionella grateloupi
- Florilus hadai
- Florilus indica
- Florilus japonicum
- Florilus labradoricus
- Florilus mexicanus
- Florilus multigranus
- Florilus olsoni
- Florilus penangensis, de posición genérica incierta
- Florilus rajasthanensis
- Florilus scaphum, considerado sinónimo posterior de Nonion commune
- Florilus sloanii, aceptado como Nonion sloanii
- Florilus trochospiralis
- Florilus troostae
- Florilus vitriumbonatus